# 时刻之书
《时刻之书》（德文：Das Stunden-Buch）是奥地利波西米亚地区诗人兼小说家莱纳·玛利亚·里尔克(1875-1926)的诗集。此诗集写于1899-1903年间，分三部分，首次出版于1905年，由莱比锡岛屿出版社出版。此作品表达梦幻，极具韵律感，带有新浪漫主义情怀，与“对克里斯托弗·柯纳特的爱与死亡”并列成为里尔克早期最重要的作品。
此作品是为了献给露·安德烈亚斯·莎乐美，每节诗韵律不一，是里尔克的第一次尝试。这也为他带来了作为宗教诗人的声誉，而他也以一首《杜伊诺哀歌》在此领域达到巅峰。
在语言方面，此诗选运用了世纪之交时期新艺术运动的美学，展现了里尔克对诗歌写作方式广泛的运用。诗句之中的音乐感成为了他后期歌词式诗歌的特点，随之而来的也有一些批评。
此诗选由三部分组成，主题都与圣弗朗西斯和寻找上帝的基督教徒有关。
这些部分是：
- 《修道生活之书》(Das Buch vom mönchischen Leben)
- 《朝圣之书》 (Das Buch von der Pilgerschaft)
- 《贫穷与死亡之书》 (Das Buch von der Armut und vom Tode)

爱德华·斯诺是里尔克作品的译者之一，他表示这部作品“是所有现代诗的最强开山之作。不知从何而起，却似乎是想将往事勾销。”

## 构想

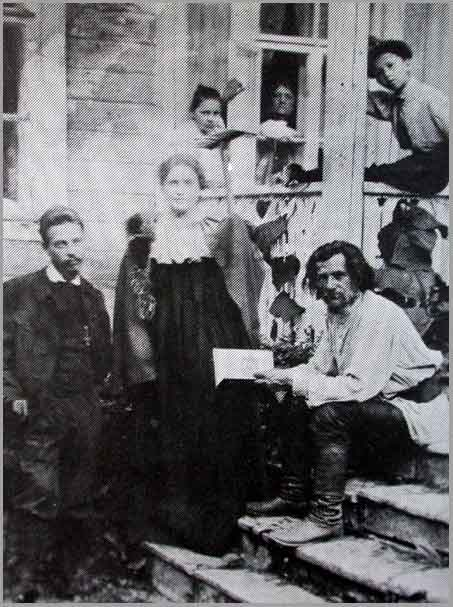
1900年，俄国，露·安德烈亚斯·莎乐美与里尔克

第一本书，《修道生活之书》，起初的标题为《祈祷者》（Die Gebete），写于1899年9月20日至10月14日之间，是在柏林写就的，在那里里尔克也完成了“对克里斯托弗·柯纳特的爱与死亡”一作。作品中间部分是在韦斯特韦德创作的，写于（他与克拉拉·韦斯特霍夫结婚之后）1901年9月18-25日，同年里尔克结了婚，收获了一个女儿。最后一本书是在他离开德国搬到意大利维亚雷吉奥之后写的，于1903年4月13-20日完成。
两年后，在现在的沃尔普斯韦德，他修改了这部作品，并在1905年12月将其出版——当时是他第一次与岛屿出版社合作。这部序作在他一生中多次再版，共有4个版本，发行了约6万册。
1899年与1900年夏天，里尔克来到俄国，这两次旅行为他这部作品提供了传记背景。他与露·安德烈亚斯·莎乐美一同着手创作，在双方讨论出结果之后才写下内容。广袤无垠的俄国，热心为东正教奉献的农民，以及鲜有西方人了解的文化，都是这部作品的创作背景。这种背景因为认识里奥尼德·帕斯捷尔纳克和重新认识列夫·托尔斯泰而加深，随着时间的流逝而发展成精神家园。二十年后当他回顾写起这个国家给他的印象是“犹如兄弟，宛若上帝的黑暗。”这种黑暗的疏远让里尔克继续“建造”他古老而永恒的上帝。
沃尔夫冈·布拉加特认为，这些多愁善感的旅行让里尔克更近距离地接触他想象中的初始的前现代人的社会成功。他在以乡村为中心的世界中发现了一种“人类兄弟般的和睦相处”。通过这种方式，这个国家的宗教信仰得以传达给他，即通过俄国圣像的原型或圣幛传达。
里尔克与包括托马斯·曼与奥斯瓦尔德·斯宾格勒在内的一些知识分子分享了俄国理想化的文化实践。这些保守派曾经受到过弗里德里希·尼采正在消逝的神话的影响，这个文学宣言是费奥多尔·米哈伊洛维奇·陀思妥耶夫斯基所说的。
里尔克本人称诗作灵感也造就了他后来作品的特点。早上醒来，或在夜晚，他都像个祈祷者一般收到信息，引导着他转录这些后来的心灵口授。

## 标题与背景

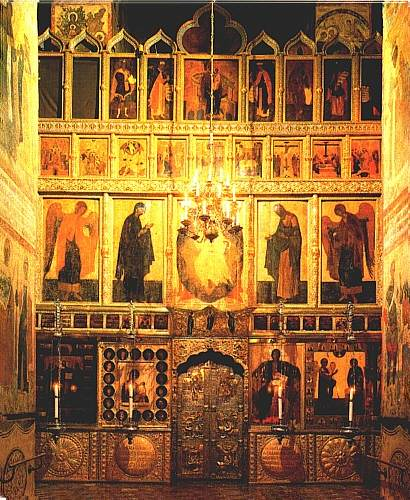
里尔克对于墙的想象和宗教画像当中可见其受到了典型俄国东正教圣障的影响

这个标题来源于祈祷书，是一种在后中世纪时期流行于法国的启蒙祈祷书。祈祷者和祈祷书经常以图案花饰装饰，结合了宗教熏陶艺术。它们包括了一日当中不同时刻祈祷的祈祷者，设计初衷是构造供奉上帝的常规一天。
这部作品受到了尼采和现代哲学思想的影响，反映了里尔克对生活意义的追寻，他认为那就是泛神论的上帝。他在“所有事物中/我作为一个优秀的兄长”当中找到了一位上帝，并把自己成为“邻里上帝”，“有时/在长夜之中被大声的敲门声惊扰”，而他仅仅是被“一座薄墙”所分割。
里尔克描述了自己与上帝之间一次未完的对话，他总是拒绝每次上帝做出的（试探性）决定。一个与双方有关的标志是：不仅仅抒情本身是分离的，不同形式的“谈话者”也被援引，有时是“最黑暗的”，有时是“光明之地的王子”。
除了自我寻觅和自我发现，与上帝的对话同时也反映了语言表达的一些问题。不可否认的是，人们并不能在《时刻之书》中找到有关语言的任何基础性怀疑，正如胡戈·冯·霍夫曼史塔在钱多斯的信中所表达的那样。不过，里尔克用语言演示了捕获个人本性和上帝本性的问题。在他之前，人们脑海中的画面是“……就像墙一样；于是一千面墙立在你周围。/因为你遮盖了虔诚的双手，/无论何时你会看到我们敞开的心扉。”
麦因哈德·普利尔被里尔克称为“即将成为上帝”的形象，即使这是可构想的，但是世界意义和目的的源头仍然不可言喻。

## 形式和抒情多样化方式
宗教诗式演讲的暂定性与此诗选的形式相应，诗句编排得漫不经心，角度迥异。里尔克在诗句的处理上运用了多种多样的诗句形式，以及大量名家抒情方式：跨行连续与内在押韵，暗示性想象，服从性韵脚与韵律，头韵与半谐音等。其它显著特点包括对热门连词”和“的叠用，还有频繁运用的名词化结构，而这些有时会被认作是一种矫揉造作的行为。

## 另请参阅
- 1905 in poetry

## 引用
1. ↑  . 2013: 216.
2. ↑  . 1991: 151.
3. ↑  Freedman, Ralph. . 2001. ISBN 1-57113-052-7.
4. ↑  Rilke. . : 468–469.